# Malanggah
Malanggah is een bestuurslaag in het regentschap Serang van de provincie Banten, Indonesië. Malanggah telt 5859 inwoners (volkstelling 2010).